# 1947 (szám)
Az 1947 (római számmal: MCMXLVII) az 1946 és 1948 között található természetes szám.

## A matematikában
A tízes számrendszerbeli 1947-es a kettes számrendszerben 11110011011, a nyolcas számrendszerben 3633, a tizenhatos számrendszerben 79B alakban írható fel.
Az 1947 páratlan szám, összetett szám, szfenikus szám. Kanonikus alakja 31 · 111 · 591, normálalakban az 1,947 · 103 szorzattal írható fel. Nyolc osztója van a természetes számok halmazán, ezek növekvő sorrendben: 1, 3, 11, 33, 59, 177, 649 és 1947.
Az 1947 harmincnégy szám valódiosztóösszeg-függvényeként áll elő, ezek közül a legkisebb is nagyobb 10 000-nél.